# Compsibidion maronicum
Compsibidion maronicum là một loài bọ cánh cứng trong họ Cerambycidae.